# Войцик, Ромуальд Казимирович
Ромуальд Казимирович Войцик (род. 27.09.1888, Карс — 1958, Крым) — литературовед, преподаватель и профессор Краснодарского педагогического института, искусствовед. На посту директора Краснодарского краевого художественного музея (1925-1929) внес большой вклад в пополнение собрания художественных произведений музея.

## Биография

### Детские и юношеские годы
Ромуальд Казимирович Войцик родился 27 сентября 1888 г. в городе Карс, был старшим и единственным сыном в семье. По свидетельству метрической книги, 20 мая 1902 г. он был крещён в армяно-католической приходской церкви Святого Георгия.
Когда Ромульду было 14 лет, он начал свою самостоятельную жизнь: в 1902 г. Переехал из Карса в Павлоградскую уездную гимназию Екатеринославской губернии.
В 1906—1907 гг. он входил в состав кружка, где увлекались Каутским и Плехановым. Войцик принимал участие в работе подпольной типографии, за что был арестован Павлоградской полицией, но через несколько дней освобождён.
В 1908 г. закончил гимназию с серебряной медалью и в том же 1908 г. поступил на историко-филологический факультет Московского университета.
В 1913 г. успешно написал научную работу и получил диплом со званием кандидата филологических наук. Будучи «инородцем», он не смог устроиться на работу по специальности и пошёл зарабатывать переписыванием карточек в научном отделе Исторического музея.

### Преподавательская деятельность
В 1915 г. Переехал в Екатеринодар. Распоряжением Попечителя Кавказского учебного округа Р.К. Войцик был назначен исполняющим обязанности преподавателя русского языка и литературы во 2-м реальном училище.
Работа плохо оплачивалась и Войцику приходилось давать дополнительные уроки и писать прошения с просьбой о выдаче денежных пособий. Вместе с тем он быстро завоевал определенное расположение у коллег и учеников. Его назначили классным наставником, он готовил с учениками литературные вечера, совершал экскурсии по реке Кубани.
В годы Первой мировой войны, Февральской, Октябрьской революций и Гражданской войны Р.К. Войцик оставался преподавателем реального училища. Советскую власть он встретил настороженно, так как опасался террора к интеллигенции и разрушения прежней культуры.
В 1920 г. перешёл на работу в Институт народного образования, впоследствии реорганизованного в Краснодарский педагогический институт. В 1922 г. Государственным учёным советом Войцик был утверждён в звании профессора. Войцик читал лекции по истории искусств, а также сопровождал студентов в ежегодных поездках на экскурсии в музеи Москвы и Ленинграда, изучал коллекции художественного музея Краснодара.

### Деятельность на посту директора художественного музея Краснодара
В 1924 г. Управление по делам музеев выделило Художественный отдел Кубано-Черноморского областного музея в самостоятельное учреждение под названием «Кубанский советский художественный музей» им. А.В. Луначарского, куда в качестве научного сотрудника и заведующего пришёл работать профессор Р.К. Войцик.
В 1925 г. стал директором музея. Основной задачей своей деятельности Р.К. Войцик считал реорганизацию музея, а также пополнение и обновление музейного собрания. Он очень любил авангард и коллекционировал авангард для музея. Благодаря обширным связям в Москве с искусствоведами Машковцевым, Бакушинским, Эфросом, с художником Вильямсом, он смог забрать из Музея живописной культуры картины, которые ему лично нравились, художников-авангардистов. Он перевез огромное количество работ из Москвы в Краснодар, и в общей сложности к 1924 году коллекция музея в Краснодаре составляла около 450 экспонатов, куда вошли произведения таких мастеров как В.Л. Боровиковский, И.Н. Крамской, В.А. Серов. Войцик создал одну из лучших коллекций художественных произведений на Северном Кавказе.
С 1925 по 1929 год Войцик организовал около полутора десятка выставок. Он продолжал выставлять работы Гончаровой, Кандинского, Кончаловского, Ларионова, Лентулова, Малевича, Моргунова и других авангардистов даже в те годы, когда авангард стал подвергаться гонениям. В 1929 году Войцик организовал последнюю выставку. Хотя Р.К. Войцик постоянно ориентировался на широкие массы трудящихся и писал вполне «благонадёжные статьи», деятельность музея с определённого времени стала объектом общественной критики. Войцика стали широко критиковать за формализм и поклонение западной культуре.
В 1931 г. Войцик выезжал в Киев несколько раз для чтения лекций по истории мировой литературы. Лекции приходилось читать на польском языке, которым, по признанию Войцика, он владел не очень хорошо. Вскоре он покинул Киев.

### Обвинение и ссылка в Сибирь
В 1933 году, в октябре, Войцик был арестован ОГПУ. В постановлении «Об избрании меры пресечения и предъявлении обвинения» говорится: «Войцик Ромуальд Казимирович, достаточно изобличается в том, что:
1. Состоя профессором Краснодарского Пединститута, входил в состав антисоветской группировки научных работников Института;
2. В 1931 г. находился в Киеве и, состоя профессором Польского Пединститута, входил в состав Польской военной организации, проводившей контрреволюционную повстанческую и разведывательную работу но заданиям II отдела Польского генерального штаба»

Был приговорен к 3 годам ИТЛ. Отбывал срок в Мариинском ИТЛ Сиблага НКВД с 1934 по 1936 г..

### Последние годы
После освобождения Войцик жил в Краснодаре, где встречался с бывшей женой и сыном, после чего уезжает в Среднюю Азию.
С 1944 г. окончательно осел в Самарканде. В Узбекском государственном университете имени Алишера Навои Войцик занял должность заведующего кафедрой русской и всеобщей литературы.
В 1950-е Войцик уехал из Самарканда в Крым. Там он работал в Крымском педагогическом институте им. М.В. Фрунзе в должности профессора кафедры литературы с почасовой оплатой.  Вскоре профессор Войцик умер.